# Analisi del contenuto video
L'analisi del contenuto video (anche video content analytics, VCA) è la capacità di analizzare automaticamente il video per rilevare e determinare eventi temporali e spaziali.
Questa capacità tecnica è utilizzata in un'ampia gamma di settori, tra cui intrattenimento, assistenza sanitaria, vendita al dettaglio, settore automobilistico, videosorveglianza, trasporti, automazione domestica, rilevamento di fiamma e fumo, protezione e sicurezza privata. Gli algoritmi possono essere implementati come software su macchine generiche o come hardware in unità di elaborazione video specializzate.
Molte funzionalità diverse possono essere implementate in VCA. Video Motion Detection è una delle forme più semplici in cui viene rilevato il movimento in relazione a una scena di sfondo fissa. Le funzionalità più avanzate includono il tracciamento video e la stima egomotion.
Sulla base della rappresentazione interna che VCA genera nella macchina, è possibile costruire altre funzionalità, come l'identificazione, l'analisi del comportamento o altre forme di consapevolezza della situazione.
VCA per offrire i migliori risultati deve fare affidamento su una buona qualità video, quindi è spesso combinato con tecnologie di miglioramento video come il denoising video, la stabilizzazione dell'immagine, la mascheratura di contrasto e la super risoluzione.

## Riconoscimento Soggetto e Parametrizzazione
I software di analisi dei dati video offrono già oggi funzionalità impressionanti, come ad esempio il riconoscimento di un soggetto (all'interno di un'immagine) come: persona; automobile; motociclo; camion; o imbarcazione. Pacchetti software - ancora più evoluti - hanno anche la capacità di parametrizzare sul soggetto: colore; targa; velocità; direzione e comportamento. Un soggetto umano può essere ulteriormente "identificato" tramite misurazione delle componenti del suo volto. Questo significa in pratica mettere in vari punti del filmato dei segni che riportano ad un archivio in cui sono inseriti dal software i dati provenienti da elaborazioni o altro tipo di fonte o anche da altro archivio.
L'identificazione, ad esempio, di un soggetto come "essere umano" all'interno di una immagine è semplicemente una informazione, di per sé non offre alcun valore aggiunto alla sicurezza. La proattività video è un obbiettivo raggiunto quando le informazioni sono anche gestite in base a specifiche esigenze di sicurezza - ad esempio - quando il personale di una centrale di videosorveglianza riceve solo allarmi significativi che richiedono cioè una valutazione umana e un eventualmente intervento; è questo il caso dei software utilizzati recentemente negli aeroporti dove il personale preposto riceve un allarme automatico quando un bagaglio viene abbandonato per un tempo troppo elevato.

## Comparazione Immagine Campione
Sono altresì già in commercio sistemi in cui è possibile indicare a priori, all'interno di una ripresa video, la presenza di un oggetto e l'allarme scatta quando questo viene spostato. È il caso di un museo, quadri, statue e altri oggetti vengono indicati al sistema che ne memorizza i contorni e l'immagine, il passaggio continuo di persone avanti all'inquadratura viene filtrato dal software, l'allarme si attiva solo quando l'oggetto risulta spostato.

## Analisi Comportamentale
Ampio margine di sviluppo avranno i software di Analisi Comportamentale che già oggi sono in grado di riferire su soggetti che stazionano troppo in una determinata area, se questi sono fermi o si muovono e anche se lo fanno in modo nervoso oppure calmo.
Per testare e migliorare questi software - che spesso utilizzano tecniche di programmazione neuronale - vengono utilizzate immagini di simulatori come Second Life o SimCity o anche immagini reali come ad esempio le riprese dei vari "grande fratello". Tuttavia, tale analisi può essere svolta pure per scopi didattici e verificare i diversi stili di insegnamento e apprendimento; in altri termini registrare e analizzare il processo di insegnamento-apprendimento per migliorare le prassi in atto nell'aula o in un altro ambiente di insegnamento.

## Motion Detect
Il motion detect è una funzione sofisticata delle apparecchiature video dedicate alla sicurezza che troviamo ad esempio nei videoregistratori o nelle telecamere di ultima generazione. Questa funzione è applicabile alle immagini in diretta, nelle apparecchiature dotate di più canali è applicabile a tutti i canali contemporaneamente anche con parametri differenti.
Il funzionamento del motion detect è il seguente: viene costantemente monitorata tutta l'inquadratura o parti di essa con lo scopo di individuare soggetti in movimento e conseguentemente attivare modalità di funzionamento diverse e/o degli allarmi. Cioè un videoregistratore potrebbe essere impostato per registrare normalmente una o due immagini al secondo per passare invece a venticinque in condizioni di rilevamento del movimento.
Il meccanismo di rilevamento del movimento può essere più o meno sofisticato, generalmente però si basa sul confronto di più frame video nel tempo e/o con una immagine considerata di fondo. Nei più sofisticati Una serie di task valuta una serie di fattori riconoscendo il numero, le dimensioni dell'oggetto, la sua velocità ecc.
Nei motion detect è possibile impostare parametri per regolare la soglia di intervento ed ormai quasi in tutti è possibile delimitare le zone da monitorare. Sono considerati più sofisticati quelli che hanno una maggiore flessibilità, generalmente quando cioè hanno una maggiore quantità di parametri impostabili ad esempio dove è possibile impostare la soglia in base alla velocità, direzione, persistenza, forma e dimensione dell'oggetto.
Il motion detect è anche in grado di rilevare problemi tecnici o di sabotaggio come l'occlusione dell'ottica e la scomparsa del segnale video.
Sono state sviluppate per il settore automobilistico particolari funzioni supplementari affiancate a quella principale per rilevare al volo la velocità di più veicoli contemporaneamente (allarmando in caso di eccesso di velocità o di lentezza), guida pericolosa, sorpassi in zone vietate, direzioni vietate, veicoli fermi e code allo scopo di attivare la centrale di controllo.